# 核酮糖
核酮糖按结构上分类属于戊糖与酮糖。其所对应的醛糖是核糖，核酮糖的衍生物核酮糖-5-磷酸以及核酮糖-1,5-二磷酸在植物光合作用的暗反应中占有重要地位。